# Steuerbezirk Althofen (Herrschaft und Landgericht)
Der Steuerbezirk Althofen (Herrschaft und Landgericht) war in der ersten Hälfte des 19. Jahrhunderts einer der 89 Bezirke der Provinz Kärnten, welcher an die Steiermark grenzte.

## Umfang
Der Steuerbezirk umfasste folgende 16 Steuergemeinden:
- Katastralgemeinde Bairberg
- Katastralgemeinde Deinsberg
- Katastralgemeinde Dobranberg
- Katastralgemeinde Guttaringberg
- Katastralgemeinde Hinterberg
- Katastralgemeinde Hollersberg
- Katastralgemeinde Knappenberg
- Katastralgemeinde Krasta
- Katastralgemeinde Lölling
- Katastralgemeinde Lorenzenberg
- Katastralgemeinde Micheldorf
- Katastralgemeinde St. Johann am Pressen
- Katastralgemeinde Unterwald
- Katastralgemeinde Verlosnitz
- Katastralgemeinde Waitschach
- Katastralgemeinde Zosen

Die Gesamtfläche des Steuerbezirks betrug 37.084 Österreichischen Joch (etwa 213 km²). Um 1840 zählte der Bezirk 5421 Einwohner.

## Verwaltung
Benannt war der Bezirk nach dem Verwaltungssitz in Althofen. Der Zusatz Landgericht oder Herrschaft und Landgericht diente zur Unterscheidung vom Bezirk Althofen (Markt), da der Marktort Althofen einen eigenen Steuerbezirk bildete.
Vom Steuerbezirk Althofen (Herrschaft und Landgericht) aus wurden auch folgende Steuerbezirke mitverwaltet:
- Steuerbezirk Althofen (Markt)
- Steuerbezirk Guttaring
- Steuerbezirk Hüttenberg
- Steuerbezirk Silberberg

Als Bezirkskommissär fungierte 1847 Joseph Walleck.

## Auflösung
Im Zuge der Reformen nach der Revolution von 1848/49 wurden die Steuerbezirke aufgelöst. Die bis dahin dem Steuerbezirk Althofen zugehörigen Steuergemeinden wurden den neuen Ortsgemeinden Friesach, Guttaring, Hüttenberg, Krasta, Lölling, St. Johann am Pressen und Waitschach und somit allesamt dem neuen politischen Bezirk Sankt Veit zugeteilt.